# Literatura de Sudáfrica
La literatura de Sudáfrica tiene una historia variada. Muchos de los autores negros fueron educados por los misioneros anglicanos y la mayoría de ellos escribieron sus obras tanto en inglés como en afrikáans. Una de las primeras novelas conocidas escritas por un escritor negro en esta lengua es Mhudi de Sol Plaatje (1930). Las peculiaridades de la sociedad de Sudáfrica y su historia política han hecho posible que aparezcan escritores cuyos temas van más allá del apartheid, interesándose por la vida de la población en la sociedad actual.

## Escritores en lengua inglesa
La literatura en Sudáfrica empezó a desarrollarse realmente a inicios del siglo XX. En un primer periodo los autores, tanto los de la comunidad anglófona como los de la alemana, describían la vida rural de los afrikáneres, como en el caso de Olive Schreiner. Esta autora, simpatizante de los bóeres, habla con cinismo del imperialismo británico, representado en la figura de Cecil Rhodes, así como de la rigidez del sistema social afrikáner (The Story of an African Farm)
Alan Paton publicó la novela Cry, the Beloved Country en 1948. Es la historia de un sacerdote negro que llega a Johannesburgo para encontrar a su hijo. Este libro se convirtió en un best-seller. Durante la década de 1950, Nadine Gordimer empezó a publicar sus primeras historias, Su novela más conocida, July's People (La gente de July) se publicó en 1981. Gordimer fue la séptima mujer en recibir el Premio Nobel de literatura, galardón que le fue concedido en 1991.

## Escritores afrikáneres

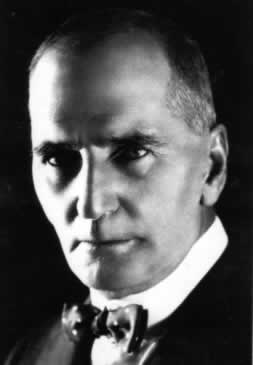
Eugène Marais.

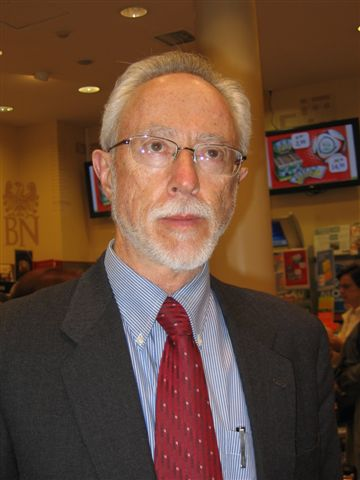
John Maxwell Coetzee.

Los afrikáneres organizaron su propia sociedad literaria (Afrikaanse Taalvereniging) en 1907 y la Academia Sudafricana de la Ciencia y el Arte (Suid-Afrikaanse Akademie vir Wetenskap en Kuns) en 1909. En 1914 contaban con un premio literario para las obras escritas en afrikáans, el premio Hertzog.
La poesía en afrikáans se desarrolló gracias a las plumas de autores como Eugène Marais, Louis Leipoldt y Jan Celliers. Estos escritores se inspiraron en las consecuencias nefastas de las guerras de los bóeres y en los sufrimientos padecidos por estos en los campos de concentración británicos. También tuvieron su inspiración en los paisajes africanos, el espíritu pionero de los bóeres, la religión y la fe. A este periodo se le conoce como Plaas Roman.
En 1927, un poema lírico en afrikáans de Cornelis Jacobus Langenhoven que describe la lealtad de los pioneros a su país, Die Stem van Suid Afrika, se convirtió en el himno nacional sudafricano. Totius, poeta y profesor de teología, se inspiró en el calvinismo para proponer una lectura religiosa de la historia de los afrikáneres en la que los sufrimientos se interpretaban como una prueba de su elección divina. A finales de la década de 1920, los temas dedicados a la guerra, al martirio de los niños bóeres muertos en los campos de concentración británicos desaparecen para dar paso a una escritura más intimista. Toon van der Heever y Eugène Marais se preguntan especialmente sobre el destino que les espera a los afrikáneres mientras que D. F. Malherbe se inspira en la historia de los pioneros bóeres para proponer una nueva moral a seguir por las jóvenes generaciones. Durante esta época uno de los temas predominantes en la literatura en afrikáans es la descripción de la disgregación de los afrikáneres entre la ciudad y el campo así como la exaltación de las libertades individuales.
Durante los años 1930 y 1940, el movimiento de los Dertigers, capitaneado por N.P. Van Wyk Louw, D.J. Opperman y Uys Krige, se preguntaba sobre el sentido de la vida, mostrando las inquietudes del pueblo en busca de su identidad. La élite intelectual afrikáner estaba fuertemente movilizada para luchar contra la masificación en defensa de sus valores y su cultura. Dentro de un registro menos marcado por sus orígenes, los afrikáneres Herman Charles Bosman y Laurens van der Post escribieron en inglés, alcanzando renombre internacional.
A partir de los años 1960, un colectivo de escritores conocido como los Sestigers, explicaron las angustias y los conflictos de los afrikáneres modernos. Abordaron cuestiones como el sexo, la moral de la Iglesia reformada y el apartheid. Estos jóvenes autores surgieron de la élite intelectual de las grandes universidades sudafricanas y muchos de ellos residieron en Europa. Sus obras constatan el abismo que separa las mentalidades africanas y europeas, abismo que les lleva a la desesperación o incluso a la muerte como en el caso de Ingrid Jonker. Otros, como Etienne Leroux y, especialmente André Brink y Breyten Breytenbach, ponen en entredicho el apartheid por medio de sus obras literarias. Así, André Brink fue el primer escritor afrikáner en ser prohibido por el gobierno del país tras la publicación de su obra A Dry White Season, la historia de un sudafricano que descubre la verdad sobre un amigo negro asesinado por la policía. Breyten Breytenbach fue detenido por su adhesión a la lucha contra el apartheid. En el lado contrario se encontraban autores como Frans Venter, que trataba la cuestión racial por la vía del paternalismo (Die Swart Pelgrims). Sus obras fueron bien acogidas por la prensa gubernamental en lengua afrikáans. 
En un único libro, el periodista afrikáner Rian Malan expresó al mundo entero las angustias de su pueblo en el best-seller publicado en 1991 My Traitor's Heart. En esta obra, el autor expresa el compromiso físico que lo vincula con su país y sus dudas como afrikáner progresista, opuesto a la segregación racial, ante la llegada, a la vez esperada y temida, a la dirección del país de un gobierno con mayoría negra.
A partir de 1994, las figuras políticas más comprometidas fueron John Maxwell Coetzee y Karel Schoeman. Mientras que las obras de Karel Schoeman se centran en el pasado que intenta ilustrar mediante la narración del esplendor de su tierra natal, las obras de Coetzee describen la «soledad del hombre blanco» y las angustias de su país. En 2003 fue galardonado con el Premio Nobel de literatura.

## Escritores de color
Durante los años 1950, la revista Drum se convirtió en el lugar predilecto para la sátira política, la ficción y el ensayo, dando voz a la cultura urbana negra.
En la década de 1970, surgieron numerosos escritores negros, como Mongane Wally Serote, cuya obra No Baby Must Weep muestra una visión de la vida cotidiana de los negros durante el apartheid. Otro escritor negro célebre es Zakes Mda, quien escribió poesía además de novelas y obras de teatro.